# Vestjysk Musikkonservatorium
Vestjysk Musikkonservatorium (VMK) i Esbjerg var en uddannelsesinstitution, som varetog højere uddannelse i musik og musikpædagogik. Konservatoriet findes fortsat, men har siden 2010 været en del af Syddansk Musikkonservatorium og Skuespillerskole, fra 2015 under navnet Syddansk Musikkonservatorium.

## Historie
Esbjergs gamle elværk fra 1907 blev i 1997-1997 ombygget af kulturministeriet, til at tjene som hjemsted for Vestjysk Musikkonservatorium.
VMK har en koncertsal med plads til 245 tilhørere.

## Formål
På VMKs hjemmeside står følgende under 'Mission':
Vestjysk Musikkonservatorium (herefter VMK) har i henhold til lov om videregående kunstneriske uddannelsesinstitutioner under Kulturministeriet, jf. lovbekendtgørelse nr. 889 af 21. september 2000, til opgave – tilsammen med de øvrige musikkonservatorier – at varetage den højeste uddannelse i musik og musikpædagogik og i øvrigt bidrage til fremme af musikkulturen i Danmark. VMK skal endvidere udøve kunstnerisk og pædagogisk udviklingsvirksomhed og kan på videnskabeligt grundlag drive forskning inden for fagområderne.

### Ekstern henvisning
- Syddansk Musikkonservatorium og Skuespillerskoles hjemmeside Arkiveret 27. oktober 2020 hos  Wayback Machine

55°28′14″N 8°27′03″Ø / 55.4705°N 8.4507°Ø